# 金色冠鱗單棘魨
金色冠鱗單棘魨，為輻鰭魚綱魨形目鱗魨亞目單棘魨科的其中一種，為熱帶海水魚，西印度洋占吉巴至南非耐斯納海域，棲息深度2-15公尺，本魚體呈綠灰色，在身體側邊上有分散的不規則的斑塊; 背鰭軟條、臀鰭與胸鰭灰白，尾鰭有2條深色的彎曲交叉的橫帶，背鰭硬棘2枚;背鰭軟條28-34枚;臀鰭軟條30-34枚，體長可達28公分，棲息在海草床及岩礁區，生活習性不明。

## 扩展阅读
維基物種上的相關：金色冠鱗單棘魨